# Сьерра-пуэбланский науатль
Сьерра-пуэбланский науатль (Sierra Puebla Nahuatl) — одна из восточно-периферийных разновидностей в группе языков науатль, на которой говорит народность науа на северо-западе штата Пуэбла в Мексике.

## Диалекты
- Горно-пуэбланский диалект (Highland Puebla Nahuatl, Mejicano de Zacapoaxtla, Náhuat de la Sierra de Puebla, Sierra Aztec, Sierra Puebla Náhuatl, Zacapoaxtla Náhuat) распространён в городе Сакапоастла на северо-востоке штата Пуэбла.
- Сакатлан-ауакатлан-тепецинтланский диалект (Ahuacatlán and Tepetzintla, Ahuacatlán y Tepetzintla, Aztec of Zacatlán, Náhuatl de Zacatlán, Tenango Nahuatl, Zacatlán-Ahuacatlán-Tepetzintla Nahuatl) распространён в городах Санта-Катарина-Омитлан, Тенантитла, Хочитласко, Чачайокила муниципалитета Тепецинтла; в городах Искиуакан, Куальтепек муниципалитета Ауакатлан; в городах Йеуала, Куакуила, Куакуилько, Сан-Мигель-Тенанго, Сокитла, Тетелацинго, Тлалицлипа, Хонотла и на севере города Пуэбла-де-Сарагоса муниципалитета Сакатлан. Имеет тлалицлипанский диалект.
- Северо-пуэбланский диалект (Náhuatl del Norte de Puebla, North Puebla Aztec, Northern Puebla Nahuatl) распространён в муниципалитете Наупан на севере штата Пуэбла.

## Письменность
Алфавит сакатлан-ауакатлан-тепецинтланского диалекта: A a, C c, Ch ch, Cu cu, E e, H h, I i, L l, M m, N n, O o, P p, Qu qu, S s, T t, Tl tl, Tz tz, U u, X x, Y y.